# Nobody Gets Me (Like You)
"Nobody Gets Me (Like You)" é uma canção da banda norte-americana Wallows, gravada para seu segundo extended play Remote (2020). Foi lançada como primeiro single do EP em 9 de setembro de 2020 pela gravadora Atlantic Records.

## Antecedentes e lançamento
A banda já havia tocado a canção em junho de 2020, durante uma transmissão no Instagram. Em 6 de setembro, a banda anunciou o lançamento do single. O single foi lançado em 9 de setembro, junto com o anúncio e a pré-venda do EP intitulado Remote.

## Videoclipe
O videoclipe foi lançado em 9 de setembro de 2020 e dirigido por Dillon Dowdell. O vídeo é uma continuação do clipe anterior da banda "OK".
No vídeo, a banda faz uma corrida de fast food a caminho da festa de seu amigo Schaefer. Em seu novo vídeo, eles finalmente chegam à festa, onde o vocalista da canção, Braeden Lemasters, anseia por amor. Do outro lado, ele encontra a garota de seus sonhos: ele mesmo de peruca.

## Créditos
Créditos adaptados do Genius.
- Dylan Minnette – vocais, compositor
- Braeden Lemasters – vocais, compositor
- Cole Preston – vocais, compositor
- Sachi DiSerafino – produção
- John DeBold – produção
- Ariel Rechtshaid – produção
- Dave Fridmann - mixagem

## Histórico de lançamento
| Região | Data                  | Formato(s)                 | Gravadora | Ref.   |
| ------ | --------------------- | -------------------------- | --------- | ------ |
| Várias | 9 de setembro de 2020 | Download digital streaming | Atlantic  | [ 12 ] |